# Infigratinib
Infigratinib, comercializado con el nombre comercial de Truseltiq, es un medicamento utilizado para tratar el colangiocarcinoma (cáncer de vías biliares) .  Específicamente, este medicamento se usa para enfermedades avanzadas con una fusión del receptor 2 del factor de crecimiento de fibroblastos  u otro reordenamiento en el que otros tratamientos no han funcionado.  Se toma por vía oral. 
Los efectos secundarios de este medicamento  incluyen problemas en las uñas, inflamación de la boca, ojos secos, cansancio, caída del cabello, dolor en las articulaciones, estreñimiento, dolor abdominal y problemas oculares.  Las anomalías de laboratorio comunes incluyen problemas renales, niveles bajos de fosfato, niveles altos de calcio, niveles bajos de potasio y niveles bajos de sodio .  El uso de este medicamento  durante el embarazo puede dañar al bebé.  Es un inhibidor de la quinasa de los receptores del factor de crecimiento de fibroblastos FGFR1, FGFR2 y FGFR3 . 
Este medicamento fue aprobado para uso médico en los Estados Unidos en el 2021.  A partir de 2022 no está aprobado en Reino Unido ni Europa, aunque tiene estatus de huérfano .  En Estados Unidos cuesta alrededor de 10.700 dólares estadounidenses por un ciclo de 4 semanas. 